# Mr Cobbler e la bottega magica
Mr Cobbler e la bottega magica (The Cobbler) è un film del 2014 diretto da Tom McCarthy, con protagonista Adam Sandler.

## Trama
Nel Lower East Side di New York City nel 1903, un gruppo di uomini si riunisce nella bottega di un calzolaio ebreo, Pinchas Simkin, per discutere di un problema di quartiere: un delinquente minaccia i loro affari e le loro famiglie. Il calzolaio prende un paio di scarpe del malavitoso e, nel seminterrato del negozio e usa un'antica macchina per cucire sulle scarpe, spiegando al giovane figlio Herschel quanto sia importante la macchina: gli permette di vivere la vita dei suoi clienti indossando le loro scarpe.
Al giorno d'oggi, la bottega è stata ereditata dal pronipote di Pinchas, Max Simkin. Max, al quale non sembra importare niente del negozio, vive con la madre malata Sarah e sente molto la mancanza di suo padre. Un giorno arriva in bottega il delinquente locale Leon Ludlow per risuolare le sue scarpe. Poiché la sua macchina da cucire è guasta, usa quella vecchia; rendendosi conto che la misura delle scarpe di Ludlow è uguale alla sua, prova le scarpe e si trasforma in Ludlow. Usa la macchina su altre scarpe e, guardandosi allo specchio, si rende conto che il suo volto cambia ogni volta: quindi può vivere la vita dei suoi clienti, basta mettere le loro scarpe e andare a Chinatown come un cinese, andare in un ristorante come uno e andarsene come un altro, senza pagare. Taryn porta le scarpe del suo fidanzato Emiliano e Max le usa, va in un bar, viene notato da belle donne e riceve anche un invito da un uomo. Andando a casa sua come Emiliano, trova Taryn che fa la doccia e lo invita a unirsi a lei. Comincia a spogliarsi con entusiasmo, poi si rende conto che togliendosi le scarpe non sarà più Emiliano, quindi se ne va. 
Max decide di far felice sua madre usando le scarpe di suo padre Abraham, ma la mattina dopo la mamma muore. Dopo il lutto torna al lavoro, Ludlow chiede indietro le sue scarpe. Usando diverse paia di scarpe per camuffarsi, Max segue Ludlow che estorce affari, parla con la donna di Ludlow, Macy, che ne ha abbastanza dei suoi abusi e sta facendo le valigie per andarsene. Va alla ricerca della sua collezione di orologi e trova un deposito di armi. Ludlow tende un'imboscata e tenta di uccidere Max, ma durante la colluttazione viene pugnalato con dei tacchi a spillo e ucciso. Max va direttamente alla polizia per denunciare l'omicidio, ma quando gli agenti vanno all'appartamento, tutte le prove sono sparite. Max scopre che i tacchi a spillo sono stati misteriosamente restituiti al bancone del negozio, insieme alla sua borsa di scarpe e a una busta di contanti. 
Max continua nel suo quartiere a combattere i soprusi e Jimmy, il barbiere del negozio accanto, lo affronta sul suo recente strano comportamento, raccontandogli che suo padre ha fatto la stessa cosa prima di scomparire. Jimmy gli offre dell'acqua e un sottaceto, che secondo lui aiutano nel passaggio da un corpo all'altro. Max si chiede come fa a saperlo e Jimmy si toglie le scarpe rivelando che in realtà è Abraham, suo padre. Il vero Jimmy è nei Caraibi. Max abbraccia suo padre, poi suo padre gli mostra un'enorme collezione di scarpe che ha raccolto nel corso degli anni e, viaggiando attraverso la città con una limousine, gli racconta di come la macchina per cucire è entrata nella loro famiglia.

## Distribuzione
Il film è stato presentato in anteprima al Toronto International Film Festival l'11 settembre 2014. È stato distribuito negli USA il 13 marzo 2015 e in Italia il 21 luglio 2016 da Barter Entertainment.

## Riconoscimenti
- 2016 - Razzie Awards
  - Candidatura per il peggior attore protagonista ad Adam Sandler
  - Candidatura alla peggior coppia ad Adam Sandler ed ogni paio di scarpe